# Aulus van Haersma (1708-1763)
Aulus van Haersma (Augustinusga, 7 juni 1708 - aldaar, 29 november 1763) was een Nederlands bestuurder en militair.

## Biografie
Van Haersma was een zoon van Eelco van Haersma (1667-1712), grietman van Achtkarspelen, en Maria van Bosman (1687-1763). Aulus was lid van de familie Van Haersma. In 1740 werd hij benoemd tot grietman van Achtkarspelen. In dit ambt volgde hij zijn halfbroer, Arent van Haersma, op. Ook zijn Aulus' grootvader, Livius van Scheltinga, was eerder grietman van deze grietenij geweest. Andere ambten die Aulus bekleedde waren: gecommitteerde van de Raad van State, lid van Gedeputeerde Staten van Friesland en gecommitteerde van de Admiraliteit op de Maze. Ook was Aulus Kapitein in het regiment Saxen-Eisenach.
Aulus wordt onder meer vermeld op de kerkklokken van Buweklooster en Kootstertille.

## Huwelijk en kinderen
Van Haersma trouwde in 1754 te Britsum met Eritia van Wyckel, dochter van Johannes Saeckma van Wyckel, secretaris van Gedeputeerde Staten en burgemeester van Leeuwarden, en Anna Maria van Sminia. Met haar kreeg hij een zoon:
- Hendrik van Haersma, jong overleden.[1]